# Илия Дилберов
Илия Наков Манолов Дилберов, известен като Дилбер Илия, е български революционер, войвода на Вътрешната македоно-одринска революционна организация.

## Биография

### Във ВМОРО
Илия Дилберов е роден в 1877 година в кукушкото село Гавалянци, тогава в Османската империя, днес Валтуди, Гърция. Учи в родното си село. 18-годишен влиза във ВМОРО. Запознава се с Гоце Делчев в София, който го изпраща като войвода в Горноджумайско и в 1898 година начело на малка чета води десетчасово сражение при село Железница. В 1899 година Дилбер Илия се сражава 14 часа между селата Падеш и Габрово. Участва в аферата „Мис Стоун“. През 1902 година Дилберов е в четата на Христо Чернопеев, действаща в Струмишко.
През пролетта на 1903 година заминава по нареждане на Гоце Делчев за родното си Кукушко, където подготвя избухването на въстанието. При обявяването на Илинденско-Преображенското въстание се сражава при Долни Тодорак, където четата под ръководството на Дилбер Илия, Гоне Трайков, Милан Делчев и Стойко Немански дава 12-часово сражение на войска и башибозук. Четата се оттегля към село Грамадна, но е открита и обградена в Гавалянския гьол от 12 000 души войска. След 15 дена обсада четата успява да пробие обръча и се изтегля към село Шльопинци, пресича Вардар при село Смол и се присъединява към сборната чета на Аргир Манасиев от около 400 - 500 души, с която Дилбер Илия заминава за Кожух. В Кожух четите на Ичко Димитров, Иванчо Карасулията и Григор Тотев се отделят, а Дилбер Илия и Манасиев заминават за село Хума. Участва в съда над убиеца на Кръстьо Асенов.
След разгрома на въстанието се разделя с четата на Манасиев и остава като войвода на самостоятелна чета в Гевгелийско. През есента на 1903 година четите на Дилбер Илия, Андон Кьосето и Аргир
Манасиев водят сражение при Любнишка чука, в което Дилберов, Кьосето, Тодор Сирменийски и Гоно Дилимано отблъскват противника с бомбена атака. През пролетта на 1904 година четата на Дилбер Илия попада в устроена от гъркомани засада в село Баялци, от която успяват да се спасят само войводата и Дельо Калъчев. Дилберов формира нова чета, с която води няколко сражения в 1904 - 1905 година, като това при Стояково продължава 13 часа.
След Младотурската революция в 1908 година се легализира. Участва в отряда на Яне Сандански в Похода към Цариград в защита на младотурския преврат. След промяната на политиката на младотурското правителство към ликвидиране на националните организации и налагане на османизма, Дилберов отново застава начело на чета от около 25 души, с която действа до Балканската война в 1912 година.

### Войни за национално обединение
При избухването на войната Дилберов влиза доброволец в Македоно-одринското опълчение. С четата си действа в тила на турската армия като разрушава мостове и затруднява придвижването на войските. В началото на 1913 година е в четата на Тодор Александров, която действа в помощ на българската армия и освобождава Кукуш. Награден е с орден „За храброст“.
Участва в Сборната партизанска рота в Междусъюзническата война в 1913 година. Застава начело на чета от 115 души, която между селата Карабунар и Саръгьол 30 часа задържа настъплението на 7 гръцка дивизия и губи 25 души.
След намесата на България в Първата световна война в 1915 година Дилбер Илия се включва в партизанския отряд на 11 дивизия, начело с Никола Лефтеров. През 1916 – 1918 година действа в Призренско.
В 1919 година се заселва в Горна Джумая, където умира в 1962 година. Един от основателите е на Македоно-одринското опълченско дружество през 1934 година. Оставя спомени за революционната дейност в Кукушко.
Дилбер Илия е прототип на Дилбер Танас – героят на Свобода Бъчварова от „Литургия за Илинден“ и от направения по него български филм „Мера според мера“.

## Галерия
- Свидетелство на Илия Дилберов за участие в Македоно-одринското опълчение.
- Свидетелство на Илия Дилберов за участие в Балканските войни.
- Свидетелство на Илия Дилберов за участие в Първата световна война.
- Заявление от Илия Наков Манолев (Дилберо) за членство в Македоно-одринското опълченско дружество в Горна Джумая, Горна Джумая, 1 август 1934 г.

## Външни Препратки
- „Илинденското въстание“ – спомени на Илия Дилберов;
- "Лична Карта; Военна Книжка", Горна Джумая, 1942 година